# Annemarie Mol

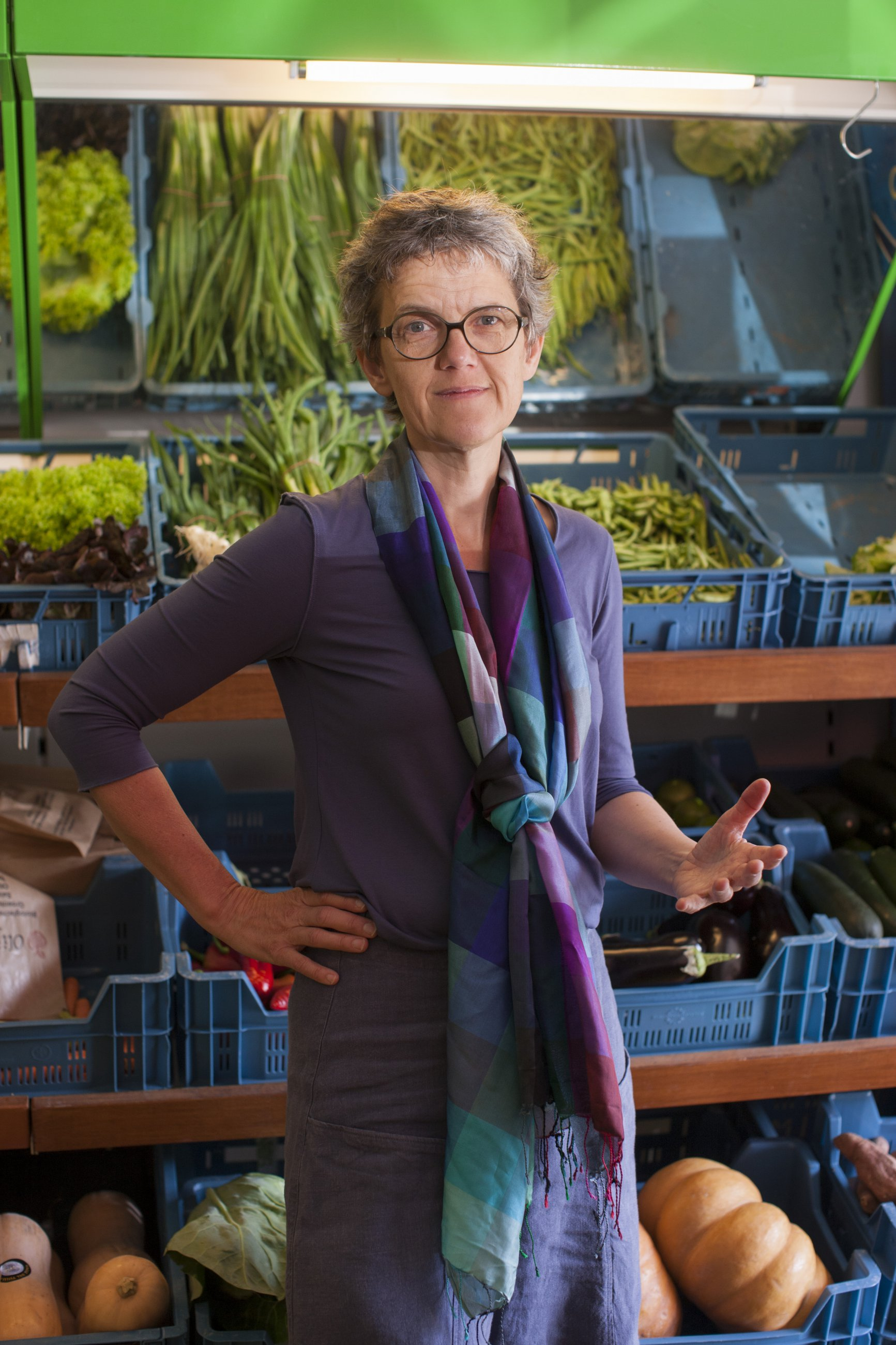
Annemarie Mol (2012)

Annemarie Mol (* 13. September 1958 in Schaesberg) ist eine niederländische Anthropologin, Philosophin und Hochschullehrerin an der Universität Amsterdam.
Mol studierte Medizin und Philosophie an der Universität Utrecht und wurde 1989 an der Universität Groningen in Philosophie promoviert. Danach war sie als Post-Doktorandin an der Universität Maastricht (mit einem Constantijn & Christiaan Huijgens Stipendium der niederländischen Forschungsorganisation NWO) und 1996 wurde sie Socrates Professor für Politische Philosophie an der Universität Twente (finanziert durch die Socrates Stiftung). 2008 wurde sie Socrates Professor für Sozialtheorie an der Universität Amsterdam und wechselte 2010 auf einen Lehrstuhl für Anthropologie des Körpers.
In ihrem Buch The Body Multiple führt sie aus, dass Körper, Gesundheit und Krankheit nicht objektiv definiert sind, sondern von unterschiedlichen Gruppen im Gesundheitssystem verschieden gesehen werden und so auch verschiedene Realitäten definiert werden.
2012 erhielt sie den Spinoza-Preis. 2009 erhielt sie einen Advanced Grant des ERC, mit dem sie Essgewohnheiten untersucht. 2013 wurde sie Mitglied der Niederländischen Akademie der Wissenschaften. Für 2024 wurde ihr gemeinsam mit Geoffrey C. Bowker der John Desmond Bernal Prize zugesprochen.

## Schriften
- mit Marc Berg: Differences in medicine: Unraveling practices, techniques, and bodies. Duke University Press, Durham, North Carolina 1998.
- mit John Law: Complexities: Social studies of knowledge practices. Duke University Press, Durham, North Carolina 2002.
- mit Peter van Lieshout: Ziek is het woord niet: medicalisering, normalisering en de veranderende taal van huisartsengeneeskunde en geestelijke gezondheidszorg, 1945–1985. Boom, Amsterdam 1989 (entstanden aus der Dissertation in Groningen)
- The Body Multiple: Ontology in medical practice. Duke University Press, Durham, North Carolina 2002 (das Buch erhielt 2004 den Ludwig Fleck Preis).
- The logic of care: Health and the problem of patient choice. Routledge 2008 (niederländisches Original: De logica van het zorgen, 2006)
- Herausgeberin mit Ingunn Moser, Jeannette Pols: Care in practice: On tinkering in clinics, homes and far, Bielefeld: Transcript 2010
- Eating in Theory. Durham: Duke University Press 2021